# Бакуел сир Сел
Бакуел сир Сел (фр. Bacouel-sur-Selle) насеље је и општина у североисточној Француској у региону Пикардија, у департману Сома која припада префектури Амјен.
По подацима из 2011. године у општини је живело 468 становника, а густина насељености је износила 75,0 становника/km². Општина се простире на површини од 6,24 km². Налази се на средњој надморској висини од 38 метара (максималној 121 m, а минималној 36 m).

## Демографија
| 1962. | 1968. | 1975. | 1982. | 1990. | 1999. | 2011. |
| ----- | ----- | ----- | ----- | ----- | ----- | ----- |
| 255   | 227   | 257   | 326   | 392   | 574   | 468   |

График промене броја становника у току последњих година